# W drodze na Kasjopeję
W drodze na Kasjopeję (ros. Москва – Кассиопея, Moskwa – Kassiopieja) – radziecki film z 1973 roku w reżyserii Riczarda Wiktorowa. Film fantastyczny dla młodzieży.

## Opis fabuły
Witia Siereda, 14-letni uczeń jednej ze szkół w Kałudze jest zafascynowany hipotezą, że tajemnicze impulsy pochodzące z układu planetarnego gwiazdy Szedar (Alfa Kasjopei) są nadawane przez istoty rozumne, poszukujące kontaktu z ludzkością. Publicznie prezentuje swój projekt podróży kosmicznej z prędkością zbliżoną do prędkości światła w próżni, która miałaby trwać około 50 lat w obydwie strony. Uczestnikami takiej wyprawy powinny być osoby w wieku 14-15 lat. Okazuje się, że radzieccy naukowcy podzielają poglądy czternastoletniego geniusza. Ostatecznie w organizowanej wyprawie do Alfy Kasjopei bierze udział nie tylko genialny Witia, ale także jego najbliższy przyjaciel Pasza oraz dwie koleżanki z klasy. Towarzyszy im para nastolatków z Moskwy i niesforny pasażer na gapę. Zarówno przed wyprawą, jak i podczas niej Witia próbuje ustalić, która z dziewczyn jest autorką miłosnego wyznania pod jego adresem. Rozwiązanie tej zagadki jest nieoczekiwane. Sercowe problemy mają również inni uczestnicy ekspedycji: Katia nie jest pewna, czy Misza też ją kocha, a Julia nie kryje swoich uczuć, choć okulary nie dodają jej uroku.

## Obsada
- Innokientij Smoktunowski jako I.O.O. („Do Zadań Specjalnych”)
- Misza Jerszow jako Witia Siereda
- Sasza Grigorjew jako Pasza Koziełkow
- Wołodia Sawin jako Misza Kopanygin
- Wołodia Basow jako Fiedia Łobanow, „Łoba”
- Olga Bitiukowa jako Waria Kutiejszczykowa (głos – Olga Gromowa)
- Nadieżda Owczarowa jako Julia Sorokina
- Irina Popowa jako Katia Panfiorowa
- Wasilij Mierkurjew jako akademik Nikołaj Błagowidow
- Lew Durow jako akademik Siergiej Fiłatow
- Piotr Mierkurjew jako akademik Aleksandr Kuroczkin
- Jurij Miedwiediew jako akademik Wasilij Ogoń-Duganowski
- Nadieżda Siemiencowa jako Nadieżda Filatowa, astronom
- Anna Wiktorowa jako nastoletnia Ludmiła Okorokowa
- Raisa Riazanowa jako dorosła Ludmiła Okorokowa
- Nikołaj Wiktorow jako uczeń Iwanow
- Anatolij Adoskin jako ojciec Paszy Koziełkowa
- Natalia Fatiejewa jako matka Paszy Koziełkowa
- Natalia Striżenowa jako Lola, siostra Paszy Koziełkowa

## Wersja polska[2]
Reżyseria dubbingu: Izabela Falewicz
Głosów użyczyli:

- Marian Opania – Siereda
- Tomasz Pacuła – Kopanygin
- Witold Dębicki – Łobanow
- Ilona Kuśmierska – Kutiejszczykowa

## Nagrody
- 1974: Nagroda dla najlepszego filmu dla dzieci na Wszechzwiązkowym Festiwalu w Baku.
- 1975: Nagroda Specjalna na Międzynarodowym Festiwalu Filmów Fantastyczno-Naukowych w Trieście[3]
- 1975: Srebrna nagroda na Międzynarodowym Festiwalu Filmowym (w sekcji filmów dla dzieci) w Moskwie.
- 1975: Nagroda „Platero” na Międzynarodowym Festiwalu Filmów dla Dzieci i Młodzieży w Gijón.
- 1976: Dyplom Międzynarodowego konkursu technicznego filmów w ramach Kongresu UNIATEK w Moskwie.
- 1977: Nagroda Państwowa RFSRR imienia braci Wasiljewów.